# Lars Eriksson (politiker)
Lars Arne Eriksson, född 2 april 1970 i Högsbo församling i Göteborg, är en svensk politiker (socialdemokrat). Han var ordinarie riksdagsledamot 2012–2018 (dessförinnan även statsrådsersättare i oktober 2006), invald för Västmanlands läns valkrets.

## Biografi
Lars Eriksson är bosatt i Västerås och uppvuxen på västkusten.
Från 2007–2015 var Eriksson ordförande för ABF Västmanland. Han har även varit ordförande för SSU i Göteborg 1994–1996.. Efter den socialdemokratiska valsegern 1994 tog Lars Eriksson plats i Göteborgs kommunfullmäktige.
Lars Eriksson är sedan 2018 seniorkonsult på The Labyrinth samt generalsekreterare på Gröna Städer.

### Riksdagsledamot
Eriksson kandiderade i riksdagsvalet 2006 och blev ersättare. Han var statsrådsersättare för Sven-Erik Österberg 2–6 oktober 2006. Eriksson kandiderade även i riksdagsvalet 2010 och blev åter ersättare. Han utsågs till ny ordinarie riksdagsledamot från och med 1 oktober 2012 sedan Sven-Erik Österberg avsagt sig sitt uppdrag. Eriksson tjänstgjorde som riksdagsledamot till och med 19 mars 2018. Till ny ordinarie riksdagsledamot från och med 20 mars 2018 utsågs Gabriel Wikström sedan Eriksson avsagt sig uppdraget.
I riksdagen var Eriksson ledamot i civilutskottet 2014–2018. Han var även suppleant i civilutskottet, EU-nämnden och sammansatta civil- och kulturutskottet.

### Västmanlands landsting
Efter valet 2010 och fram till att Eriksson valdes in i Sveriges riksdag hösten 2012 var han landstingsråd i Västmanland med ansvar för kollektivtrafik och tandvård.
2012 blev han ordförande i den nybildade Kollektivtrafikmyndigheten i landstinget Västmanland.. År 2002 valdes Eriksson in som ledamot i fullmäktige i landstinget Västmanland. Under den tiden satt han även i landstingsstyrelsen. 

### Uppdrag inom Socialdemokraterna
Åren 2008–2016 var Eriksson ordförande för Socialdemokraterna i Västerås.. Under samma period var han även ledamot i Socialdemokraterna i Västmanlands distriktsstyrelse.